# Hans-Otto Schenk
Hans-Otto Schenk (* 16. Oktober 1936 in Solingen) ist ein deutscher Wirtschaftswissenschaftler und Publizist.

## Akademischer Werdegang
Nach dem Besuch des Gymnasium Schwertstraße in Solingen (1948–1957) absolvierte Schenk ein Studium der Volkswirtschaftslehre an der Universität Tübingen und an der Freien Universität Berlin (FUB, 1957–1962), hier mit Publizistik als Nebenfach. 1969 Promotion zum Dr. rer. pol. an der FUB (wegen des Todes von Doktorvater Joachim Tiburtius durch Karl Thalheim). Nach Assistentenzeit am Lehrstuhl für Volkswirtschaftslehre an der FUB von Helmut Arndt war er von 1964 bis 1976 als Forschungsleiter und Schriftleiter der Forschungsstelle für den Handel Berlin (FfH) e.V. tätig. Von 1970 bis 1976 nahm er Lehraufträge für das Fach Handelsbetriebslehre an der FUB sowie an der Universität Erlangen-Nürnberg wahr. Von 1977 bis zu seiner Pensionierung im Jahr 2002 war Schenk Universitätsprofessor für Betriebswirtschaftslehre (Absatz und Handel) an der damaligen Gerhard-Mercator-Universität Duisburg.

## Wirken
Zu seinen Schwerpunkten in Forschung und Lehre zählten Handelsmarketing, Handelsmanagement, Kooperation und Konzentration im Handel, Handelsmarktforschung, Handelspsychologie und Binnenhandelspolitik. Schenk gilt als Initiator des eigenständigen Studienfaches Handelsmarketing. Dem engen wechselseitigen Wissenstransfer zwischen Wissenschaft und Praxis dienten ihm vor allem monatliche „Unternehmergespräche“ zwischen Handelsunternehmern und Studierenden (in Zusammenarbeit mit der Niederrheinischen IHK Duisburg). Im Zentrum seiner Forschung standen empirische Untersuchungen und Gutachten für Handelsbetriebe, Handelsverbände und Industrie- und Handelskammern. Seine Lehre wurde regelmäßig ergänzt um Exkursionen, Gastvorlesungen und Gastvorträge (u. a. in Japan, Estland und der Schweiz), gelegentlich auch durch Foto-Arbeitsgemeinschaften mit Mitarbeitern und Studierenden. Von 1994 bis 2016 war Schenk als wissenschaftlicher Kurator der Wolfgang Wirichs-Stiftung, Krefeld, tätig. 1995 übernahm er die wissenschaftliche Leitung des „Forschungsprojekts Fruchthandel an der Universität Duisburg“. Seit seiner Pensionierung pflegt er als Publizist und freier Mitarbeiter der Rheinischen Post vor allem sein journalistisches Hobby. Bislang konnte er rd. 3.000 Lokalglossen für die Duisburger Ausgabe der RP beisteuern. (Stand: November 2024)

## Publikationen
Das überwiegend handelswissenschaftliche Werk von Schenk umfasst - neben rund 120 Aufsätzen, 40 Beiträgen in Lexika und Sammelwerken, zahlreichen Gutachten, Rezensionen und 7 „Diskussionsbeiträgen“ des Fachbereichs Wirtschaft der Universität Duisburg - folgende Bücher:
- Geschichte und Ordnungstheorie der Handelsfunktionen, Schriftenreihe der FfH Berlin, Dritte Folge, Band 5, Verlag Duncker & Humblot, Berlin 1970, 192 S.
- Vertikale Preisbindung als Form vertikaler Kooperation, Betriebswirtschaftliche Schriften, Band 51, Verlag Duncker & Humblot, Berlin 1971, 131 S.
- Vertriebssysteme zwischen Industrie und Handel (Mitautorin Andrea Wölk), Schriftenreihe der FfH Berlin, Dritte Folge, Band 6, Verlag Duncker & Humblot, Berlin 1971, 159 S.
- Förderung absatzorientierter Unternehmensführung in mittelständischen Betrieben der Berliner Industrie (Mitautor Rolf Spannagel), FfH-Eigenverlag, Berlin 1971, 128 S.
- Funktionen und Leistungen der Handelsvertretung im Wettbewerb der Vertriebssysteme (Mitautoren Rolf Spannagel/Andrea Wölk), Forschungsverband für den Handelsvertreter- und Handelsmaklerberuf, Köln 1974, 309 S.
- Der Preisvergleich, Verlag C.E. Poeschel, Stuttgart 1981, 117 S., ISBN 3-7910-0309-7.
- Die Handelsvertretung als autonomes Vertriebssystem, Forschungsverband für den Handelsvertreter- und Handelsmaklerberuf, CDH-Eigenverlag, Köln, 310 S.
- Die Konzentration im Handel (Mitautoren Hiltrud Tenbrink/Horst Zündorf), Verlag Duncker & Humblot, Berlin 1984, 441 S; ISBN 3-428-05618-3. (Ins Japanische übersetzt Tokyo 1988).
- Marktwirtschaftslehre des Handels, Gabler-Verlag, Wiesbaden 1991, XXX + 699 S., ISBN 3-409-13379-8
- Handelspsychologie - Eine Einführung, UTB 1899, Verlag Vandenhoeck & Ruprecht, Göttingen 1995, 347 S., ISBN 3-8252-1899-6.
- Der Weisheit Anfang ...und die Zeit danach. Erinnerungen einer Klassengemeinschaft des Gymnasiums Schwertstraße Solingen an ihre Pennälerzeit (1948–1957) und ihre Nachschulzeit (bis 2004) (Mitherausgeber: Kurt Picard), Eigenverlag, Duisburg/Solingen 2004, 106 S.
- Die Examensarbeit. Ein Leitfaden für Wirtschafts- und Sozialwissenschaftler, UTB 2657, Verlag Vandenhoeck & Ruprecht, Göttingen 2005, 216 S., ISBN 3-8252-2657-3.
- Psychologie im Handel. Entscheidungsgrundlagen für das Handelsmarketing, 2. Aufl., Oldenbourg Verlag München Wien, 2007, 329 S., ISBN 978-3-486-58379-3.
- Stadtrandnotizen. Lokalglossen, Anno-Verlag, Rheinberg 2013, 187 S., ISBN 978-3-939256-13-7.